# Ніґу
Ні́ґу (ест. Nigu laht) — природне озеро в Естонії, у волості Ляене-Сааре повіту Сааремаа.

## Розташування
Озеро Ніґу належить до Західно-острівного суббасейну Західноестонського басейну.
Поблизу озера розташовані села:  Метсапере, Гіммісте та Йиґела.
Акваторія озера входить до складу заказника Карала-Пілґузе (Karala-Pilguse hoiuala).

## Опис
Ніґу — прибережне галотрофне озеро.
Загальна площа водойми становить 28,5 га, площа водної поверхні — 27,9 га, площа двох островів на озері — 0,6 га. Довжина берегової лінії — 4 604 м.